# Finns du nå'nstans här så säg det
Finns du nå'nstans här så säg det är en psalm vars text och musik är skriven av Doreen Potter. Texten är översatt till svenska av Tomas Boström.
Musikarrangemanget i Psalmer i 2000-talets koralbok är gjort av Lars Åberg.

## Publicerad som
- Nr 853 i Psalmer i 2000-talet under rubriken "Jesus Kristus - människors räddning".